# Wadim Konstantinowitsch Rjabizew
Wadim Konstantinowitsch Rjabizew (russisch Вадим Константинович Рябицев, wiss. Transliteration Vadim Konstantinovič Rjabicev, geb. 29. Januar 1944, Wyksa Oblast Nischni Nowgorod) ist ein sowjetischer und russischer Ornithologe und Biowissenschaftler. Er arbeitete als Professor, Tiermaler und Autor von Vogelführern des Urals, des Vorderen Urals (Приуралья) und Sibiriens.

## Leben
Riabitsew erhielt seine Ausbildung an der Gorki-Universität des Uralgebiets. 1970 schloss er sein Studium an der Fakultät für Zoologie ab und arbeitete danach am Institut für Tier- und Pflanzenökologie der Uraler Abteilung der Akademie der Wissenschaften der UdSSR (Институт экологии растений и животных УрО РАН) und in der Tundra im Süden der Jamal-Halbinsel auf der Station Chadyta (Хадыта, 1971–1973). 1975 verteidigte er seine Dissertation für den Grad Kandidat für biologische Wissenschaften (кандидата биологических наук). Seit 1974 führte er eine Reihe von Expeditionen auf die nördliche und mittlere Jamal-Halbinsel durch und errichtete die Stationen „Lastotschkin bereg“ (Ласточкин берег, 1978), „Chanowej“ (Хановэй, 1982), „Jajbari“ (Яйбари, 1988). 1990 erhielt er den Doktortitel. Seit 1996 führt er Expeditionen im Ural, Vorderen Ural und Westsibirien durch.
Gemeinsam mit seinem Sohn Artur hat er an die Dokumentarfilm-Serie „Notizen eines sibirischen Naturforschers“ (Записки Сибирского натуралиста) über die Natur Westsibiriens produziert.

## Wissenschaftliche Arbeiten
Rjabizew ist Autor zahlreicher Werke zur Vogelwelt mit dem Spezialgebiet der Vögel der Jamal-Halbinsel. Die bekanntesten Werke sind Führer zu den Vögeln des Urals, des Vorderen Urals und Westsibiriens und der Führer zu den Vögeln Sibiriens.

## Werke
- Птицы тундры. Свердловск Сред.-Урал.кн.изд-во 1986 (Tundra-Vögel. Swerdlowsk: Mittlerer Ural.kn.izd-vo, 1986)
- Один сезон в тайге. (Eine Saison in der Taiga.) Аэрокосмоэкология (Aerokosmoekologia) Jekaterinburg 1999. ISBN 5-901078-06-3
- Птицы Урала, Приуралья и Западной Сибири: справочник-определитель. (Vögel des Urals, des Urals und Westsibiriens: ein Nachschlagewerk) Екатеринбург, Изд-во Уральского университета (Jekaterinburg: Verlag der Ural-Universität) 2008. ISBN 978-5-7996-0356-4
- Птицы Сибири. Справочник-определитель. (Vögel Sibiriens. Referenzhandbuch) Кабинетный ученый (Sesselwissenschaftler) 2014. ISBN 978-5-7525-2955-9
- mit Beljalow Oleg Wjatscheslawowitsch (Белялов Олег Вячеславович); Abdulnazarov Abdulnazar Goibnazarovich (Абдулназаров Абдулназар Гоибназарович): Птицы Средней Азии. (Vögel Zentralasiens. In 2 Bänden). Кабинетный ученый 2019. ISBN 978-5-7584-0378-5